# Петербуршки пурпурни кодекс
Петерсбуршки пурпурни кодекс (лат. Codex Petropolitanus Purpureus; симбол: Н или  022 ) је оригинални рукопис из 6. века написан на грчком језику, који садржи фрагменте текстова четири Јеванђеља на 231 пергаментних листова димензија (32 к 27 цм). Име рукописа потиче од имена града у коме се чува највећи део рукописа.

## Историја
У 12. веку кодекс је пао у руке крсташа, који су га поделили на делове и појединачни листови су разасути и могу се наћи у различитим библиотекама у свету. 1896. године Русија је купила значајан део овог рукописа.
Тренутно, 182 листа се чувају у Националној библиотеци Русије (ГР 537.) У Санкт-Петербургу, 33 листа, у Патмосу, 6 - у Ватиканској библиотеци, 4 - у Британској библиотеци, 2 - у Бечкој библиотеци, 1 - у Византијском музеју у Атини, 1 лист у приватној колекцији у Лерму у Италији, 1 - у | Њујорк у.
Фототипско издање објављено је у Атини 2002. године.

## Особености рукописе
Петерсбуршки кодекс написан је сребрном бојом на љубичастом пергаменту. Скраћенице за речи "Бог", "Исус" и "Син" издвојени су златним словима. Текст на листићу је подељен у две колоне.
Петерсбуршки пурпурни кодекс, заједно са Росанским кодексом, Бератским кодексом (Φ) и Синопским кодексом, припада групи пурпурних манускрипта.
Грчки текст рукописа одражава византијско тип. По категоризацији рукописа Новог завета спада у 5. категорију.